# Uğurlu, Sarıveliler
Uğurlu là một xã thuộc huyện Sarıveliler, tỉnh Karaman, Thổ Nhĩ Kỳ. Dân số thời điểm năm 2011 là 290 người.